# Jehane Noujaim
Jehane Noujaim, née le 17 mai 1974 au Caire en Égypte, est une photographe, journaliste et documentariste égypto-américaine, mieux connue pour ses documentaires Control Room et Startup.com. Elle est également initiatrice de l'événement cinématographique planétaire de la journée Pangea.

## Carrière
Jehane Noujaim a commencé sa carrière comme photographe et cinéaste au Caire, en Égypte, où elle a grandi. Elle déménagea à Boston en 1990, où elle fréquenta l'Université Harvard et fut diplômée des arts visuels et de la philosophie en 1996.
La même année, elle s'est vu attribuer la bourse Gardiner pour avoir dirigé Mokattam, un film arabe portant sur un village collectant des ordures au Caire, en Égypte. Elle a ensuite rejoint la division des nouvelles et des documentaires du réseau MTV comme une productrice de la série documentaire UNfiltered. Noujaim a quitté son emploi à la production de MTV pour produire et diriger Startup.com en association avec Pennebaker Hedgedus Films. Le film documentaire long métrage fut acclamé et remporta de nombreux prix, notamment par la Directors Guild of America et la International Design Excellence Awards pour le meilleur documentaire. Depuis, elle travaille à la fois au Moyen-Orient et aux États-Unis en tant que réalisatrice et directrice de la photographie sur plusieurs documentaires dont Born Rich (Johnson & Johnson), Only the Strong Survive (Miramax Films), et Down from the Mountain (frères Coen).
En 2006, Jehane Noujaim fut l'une des oratrices de la conférence TED et fut la récipiendaire du prestigieux prix TED, qui donne le droit de faire un souhait pour changer le monde (a wish to change the world). Son vœu : une acceptation mondiale de la diversité, médiatisée par la puissance du film. La première étape ? Amener les gens à se comprendre les uns les autres,.
Elle réalise avec Karim Amer The Great Hack, film documentaire sur le scandale Facebook-Cambridge Analytica diffusé dès juillet 2019 sur Netflix

## Journée Pangea
La journée Pangea est un événement cinématographique planétaire, où les cinéastes du monde, professionnels ou amateurs, pourront diffuser leurs films pour changer le monde. L'événement sera une plate-forme de diffusion unique, historique et globale, un événement au cours duquel des personnes du monde entier pourront regarder les mêmes films en même temps. Présenté le 10 mai 2008 simultanément à partir de six villes du monde et diffusé dans des milliers d'autres endroits publics ou privés, les films sélectionnés par un jury seront entre-coupés de concerts musicaux,.

## Filmographie
- Mokattam (1996)
- Down from the Mountain (2000)
- Startup.com (2001)
- Born Rich (2003)
- Only the Strong Survive (2003)
- Control Room : Different Channels. Different Truth (2004)
- Storm from the South (2006)
- Journée Pangea (2008)
- Freakonomics (2009)
- (The) Square du 15 juin (2013)
- The Great Hack (2019)[7]